# Forêts sèches subtropicales de transition du Sonora et du Sinaloa
Localisation
Les forêts sèches subtropicales de transition du Sonora et du Sinaloa forment une écorégion terrestre définie par le Fonds mondial pour la nature (WWF), qui constitue une zone de transition au pied de la Sierra Madre occidentale entre le désert de Sonora au Nord et les forêts sèches du Río Sinaloa au Sud. Elle appartient au biome des forêts de feuillus sèches tropicales et subtropicales de l'écozone néarctique et s'étend sur les états mexicains du Sonora et du Sinaloa.